# Signal: The Movie
Signal: The Movie (japonés: 劇場版 シグナル 長期未解決事件捜査班, Rōmaji: Gekijoban Signal: Choki Mikaiketsu Jiken Sosahan) es una película japonesa estrenada el 2 de abril de 2021.
La película es la continuación de la popular serie dramática japonesa Signal (japonés: シグナル 長期未解決事件捜査班).

## Historia
En 2021, después de que el taxista de limusina provoca un accidente en una carretera donde un funcionario de alto nivel del gobierno muere. El equipo de investigación de casos sin resolver, que incluye a los detectives Kento Saegusa y Misaki Sakurai, comienzan a tener dudas sobre el caso.
Mientras tanto, en 2009, después de que funcionarios administrativos comenzaran a morir consecutivamente en accidentes automovilísticos. La policía decide anunciar estas muertes como accidentes. Sin embargo el detective Takeshi Oyama, cree que estas muertes no fueron producto de simples accidentes. A las 11:23 p. m., cuando un walkie-talkie se enciende, Oyama logra establecer una conexión entre el futuro y el pasado. 
Pronto tanto Saegusa como Takeshi Ooyama se unirán para descubrir la verdad y enfrentar la amenaza del bioterrorismo.

## Personajes

### Personajes principales
| Actor             | Personaje           | Notas                                                            |
| ----------------- | ------------------- | ---------------------------------------------------------------- |
| Kentaro Sakaguchi | Det. Kento Saegusa  | Es un miembro del equipo de investigación de casos sin resolver. |
| Kazuki Kitamura   | Det. Takeshi Oyama  |                                                                  |
| Michiko Kichise   | Det. Misaki Sakurai | Es la líder del equipo de investigación de casos sin resolver.   |

### Personajes secundarios
| Actor           | Personaje        | Notas |
| --------------- | ---------------- | ----- |
| Yuichi Kimura   | Tsutomu Yamada   |       |
| Tetsuhiro Ikeda | Shinya Kojima    |       |
| Kaede Aono      | Prof. Rika Anzai |       |
| Tsuyoshi Ihara  | Aoki Junki       |       |
| Tetsushi Tanaka | Yamasaki Satoshi |       |
| Tetta Sugimoto  | Mitani Munehisa  |       |
| Takeshi Kaga    | Itagaki Shinjiro |       |
| Nao (奈緒)      | Koizumi Michiru  |       |

## Producción
La película es la precuela del drama japonés "Signal" (también conocida como "Signal: Choki Mikaiketsu Jiken Sosahan") emitido del 10 de abril del 2018 al 12 de junio del mismo año y protagonizado por los actores Kentaro Sakaguchi, Kazuki Kitamura y Michiko Kichise. 
La película fue dirigida por Hajime Hashimoto, quien contó con el apoyo de los guionistas Kosuke Nishi y Hiroshi Hayashi.
Mientras que la producción estuvo a cargo de Takashi Hagiwara, Yoko Toyofuku, Ichiryu Obara, Takahiro Kasaoki y Mai Ishida. Y la cinematografía estuvo en manos de Hiroo Yanagida.
La película será distribuida por "Toho".

### Música
En noviembre del 2020 se anunció que el exitoso y popular grupo surcoreano BTS interpretaría la canción principal de la película. Previamente en 2018, el grupo también fue el encargado de interpretar la canción principal "Don't Leave Me" de la popular serie Signal.
Finalmente en febrero de 2021 se anunció que el tema oficial de la adaptación cinematográfica de Signal sería "Film Out" de BTS. También se anunció que la nueva y emotiva canción había sido producida por Jungkook de BTS e Iyori Shimizu de la banda de rock japonesa "Back Number". La canción es una balada pop que permite traer al presente los recuerdos de un ser querido perdido. La producción conjunta fue supervisada por Studio Dragon.
El teaser del video musical para "Film Out" de la canción fue lanzado el 25 de marzo del mismo año.
Inmediatamente a menos de una hora de su lanzamiento, la canción debutó en el puesto número 1 en iTunes de Japón, convirtiéndose en la primera canción de BTS en debutar directamente en el puesto número 1 en iTunes de Japón. Por otro lado, Jungkook también hizo historia al convertirse en el compositor de la primera canción de BTS en debutar directamente en el número 1 en iTunes Japón. 
La canción también debutó en el puesto número 1 en las listas japonesas LINE Music y Mu-mo Download. Y alcanzó el número uno en iTunes en 41 países, apenas un par de horas después de su lanzamiento.
Desde su estreno, el MV había ha recibido más de 46 millones de visitas, encabezando la lista de iTunes en 97 países diferentes. El MV también alcanzó el número 1 en AWA y mora, dos de las listas más importantes de Japón.
Poco después, debutó en el puesto #1 en Oricon Daily Digital Singles Chart con 23,344 descargas, convirtiéndose en el debut de ventas más grande de BTS en la lista, superando a "Dynamite" (13,985).